# Durdle Door

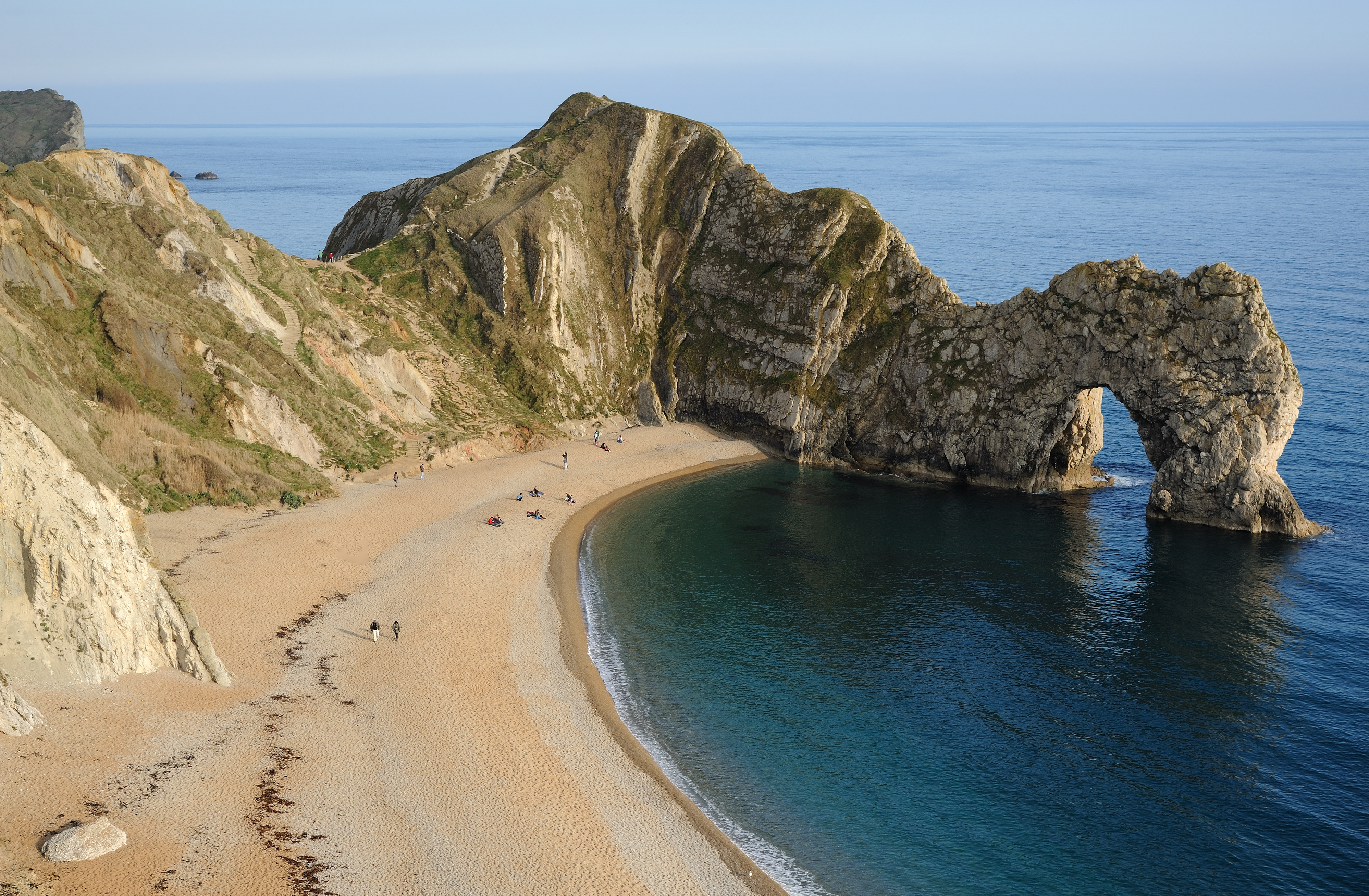
Durdle Door

Durdle Door  (parfois écrit Durdle Dor) est une arche naturelle formée de roche sédimentaire sur la Jurassic Coast près de Lulworth dans le comté du Dorset en Angleterre.

## Étymologie
Rares sont les documents anciens concernant cette arche, bien qu'elle ait gardé un nom qui lui a été donné il y a probablement plus de mille ans. À la fin du XVIIIe siècle, il existe une description de la « magnifique arche de Durdle-rock Door », et des cartes du début du XIXe siècle l'appelaient « Duddledoor » et « Durdle » ou « Dudde Door ».
En 1811, la première carte de l'Ordnance Survey de la région l'appelait « Dirdale Door ».
Durdle est dérivé du vieil anglais « thirl », qui signifie percer, percer ou forer, qui à son tour dérive de « thyrel », qui signifie trou.
Des noms similaires dans la région incluent Durlston Bay et Durlston Head plus à l'est, où une pile côtière suggère l'existence d'une arche antérieure, et Thurlestone, un rocher arqué dans le comté voisin de Devon à l'ouest. La partie « door (porte) » du nom conserve probablement sa signification moderne, se référant à la forme arquée du rocher ; à la fin du XIXe siècle, il est fait référence à ce qu'on l'appelle la « porte de la grange », et elle est décrite comme étant « suffisamment haut pour qu'un voilier de bonne taille puisse le traverser. »

## Géologie
L'arche s'est formée sur une côte composée de strates parallèles au littoral, les strates sont presque verticales et assez rapprochées.

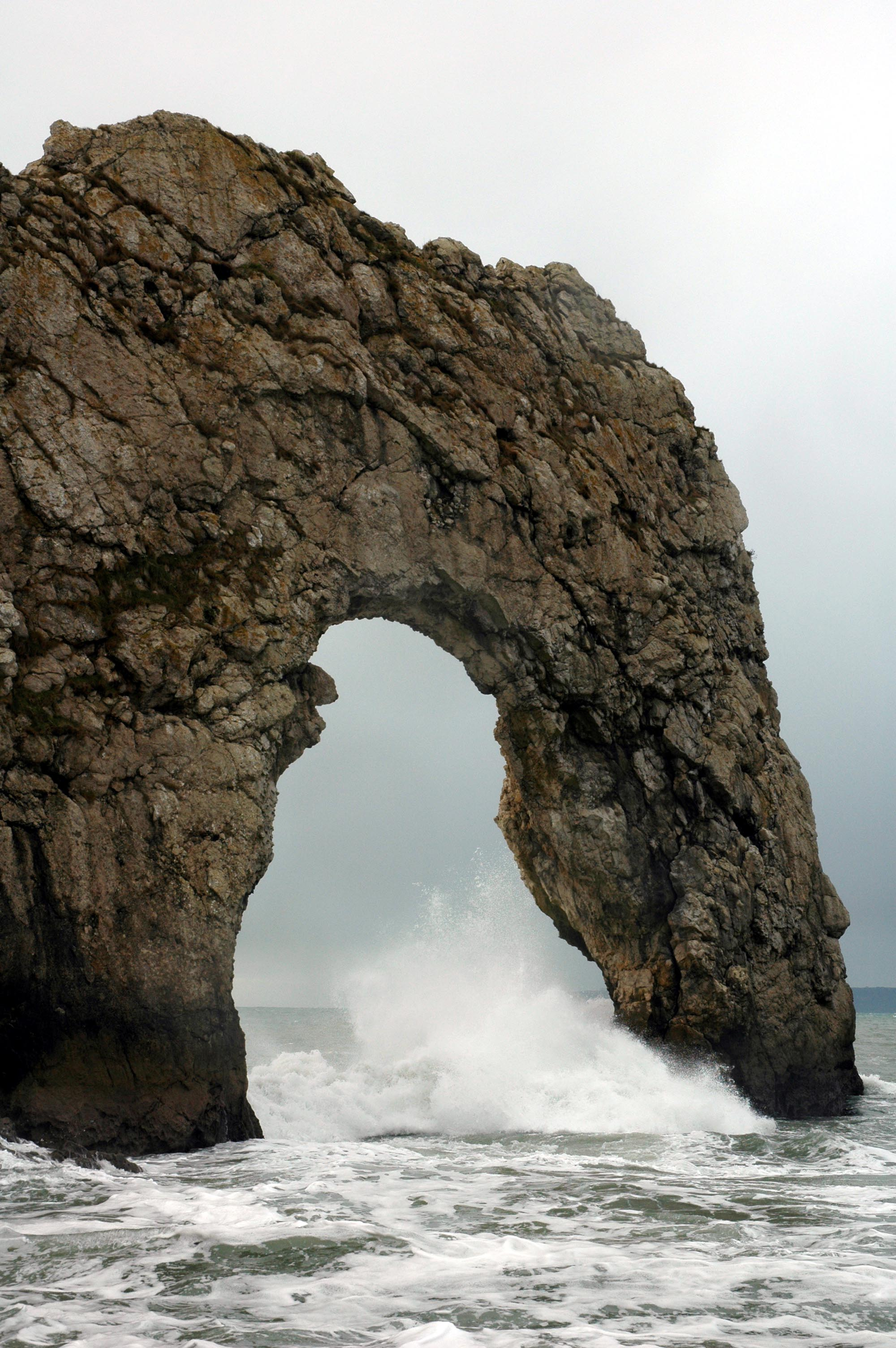
Durdle Door

À l'origine, une bande étroite en pierre de Portland court le long de la côte, la même strate peut être observée 3 km plus loin et forme l'entrée de Lulworth Cove. Après cette bande rocheuse, une strate, large de 120 m, est constituée de roches moins résistantes à l'érosion ; puis on trouve une nouvelle strate de craie plus dure et bien plus large qui forme les Purbeck Hills. La strate externe et celle de craie sont séparées par une plus courte distance qu'à Swanage, 16 km à l'est, où ces deux strates sont séparées par 3 km. Il y a au moins trois raisons à cette moindre largeur de la strate intermédiaire, d'abord les strates sont beaucoup plus inclinées à Durdle Door, qui est presque verticale, ensuite les strates à Durdle Door sont coupées par une faille ; enfin les fonds marins autour de Durdle Door étant plus profonds, la couche de sédiments déposée est moins épaisse.

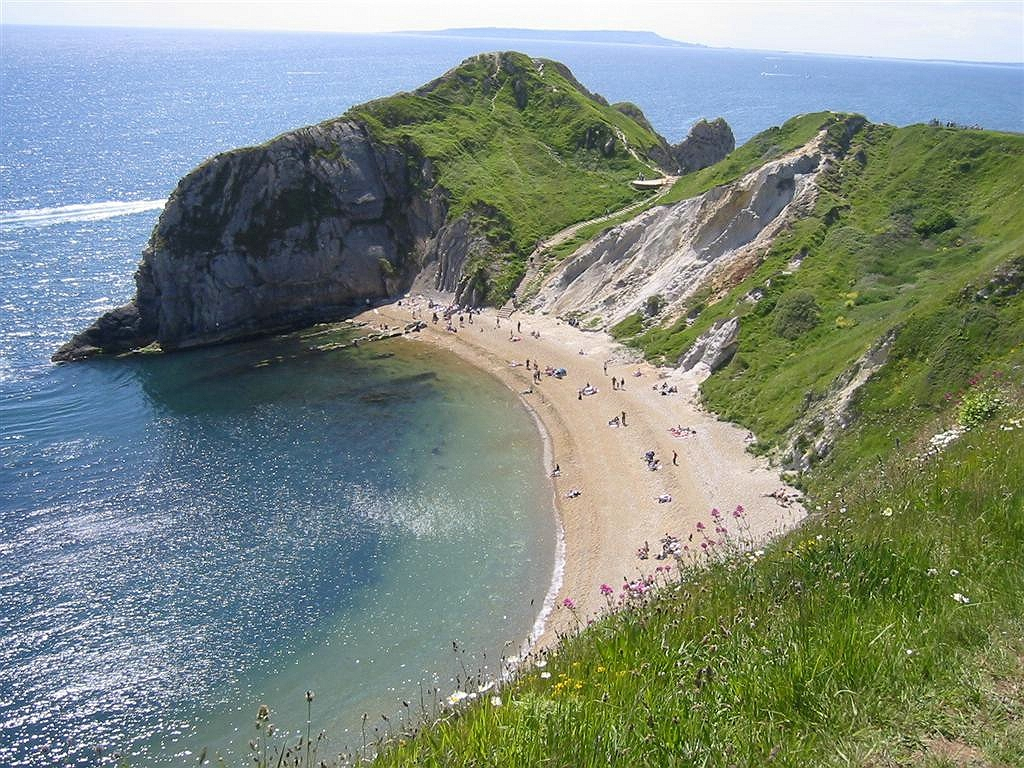
Durdle Door, Man o' War bay

Dans la baie de Durdle, toute la strate de pierre de Portland est érodée à l'exception d'une fine bande à Durdle Door qui protège la couche plus tendre. À l'extrémité ouest, l'érosion par la mer a créé une arche naturelle. Ce reste de strate empêche l'érosion de l'isthme de 120 m de longueur qui joint Durdle Door aux Purbeck Hills.

## Sources
- Arkell, W.J., 1978. The Geology of the Country around Weymouth, Swanage, Corfe and Lulworth, 4th pr.. London: Geological Survey of Great Britain.
- Davies, G.M., 1956. A Geological Guide to the Dorset Coast, 2de éd.. London: Adam & Charles Black.
- Perkins, J.W., 1977. Geology Explained in Dorset. London: David & Charles.
- West, I.W., 2003. "Durdle Door; Geology of the Dorset Coast". Southampton University. Version H.07.09.03.